# Станіславе (Куявсько-Поморське воєводство)
Станіславе (пол. Stanisławie) — село в Польщі, у гміні Буковець Свецького повіту Куявсько-Поморського воєводства.
У 1975-1998 роках село належало до Бидгощського воєводства.